# Vogelsberg
Der Vogelsberg ist ein Mittelgebirge in Hessen; er erreicht am Taufstein eine Höhe von 773 m ü. NHN. Er ist Teil des Osthessischen Berglandes und das größte geschlossene Massiv aus Basalt in Europa. Große Teile seiner Hochlagen nimmt der 883 km² große Naturpark Vulkanregion Vogelsberg ein; den Verbreitungsbereich der vulkanischen Gesteine (hauptsächlich Basalt) überdeckt die Fläche des mit rund 2500 km² weit größer ausgewiesenen Geoparks Vulkanregion Vogelsberg. Über den Vogelsberg verläuft auch die Rhein-Weser-Wasserscheide. Vom Oberwald, dem Herzstück des Vogelsbergs, strahlen nach allen Himmelsrichtungen Bäche und Flüsse aus: Ohm (Nordwesten), Schwalm (Norden), Lauter und Altfell (Nordosten), Lüder (Osten), Nidda und Nidder (Südwesten).

## Geografische Lage

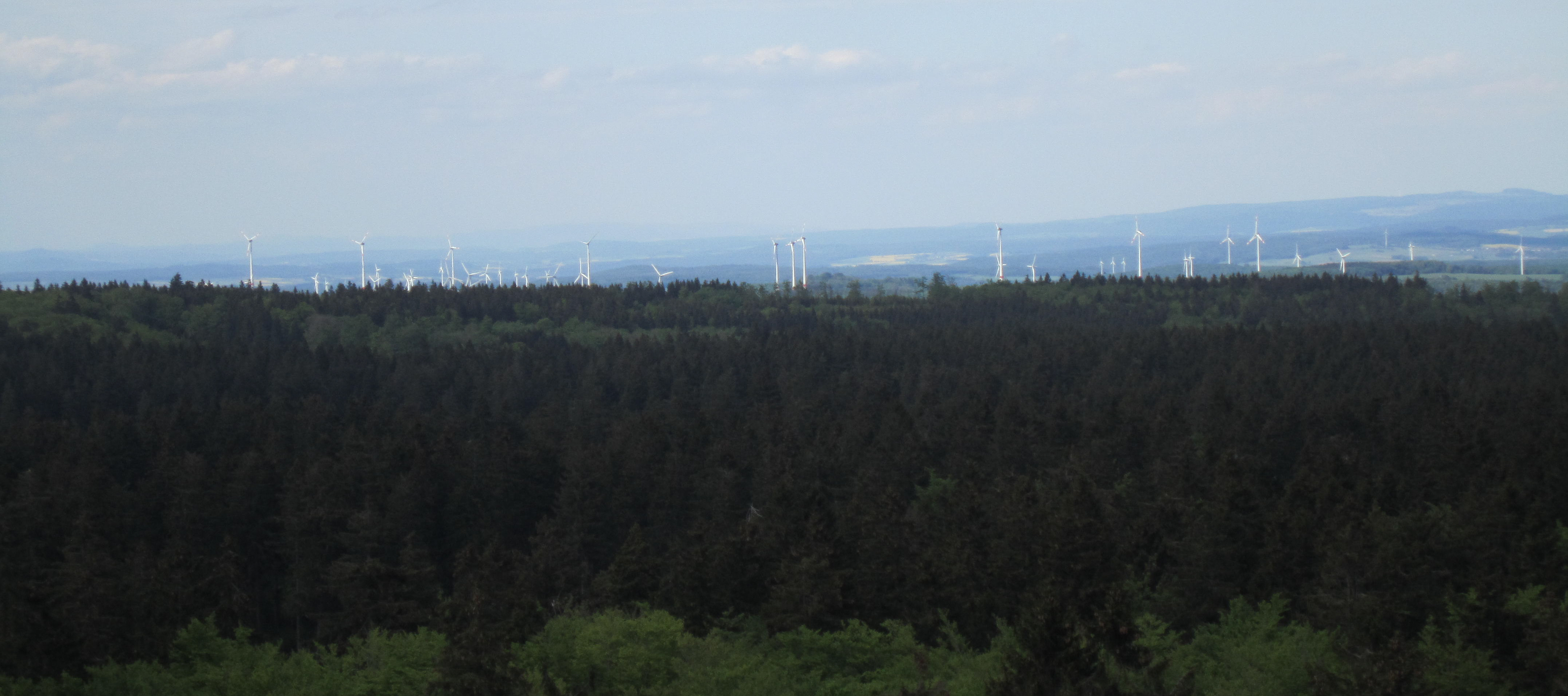
Aussicht vom Bismarckturm auf dem Taufstein (2015)

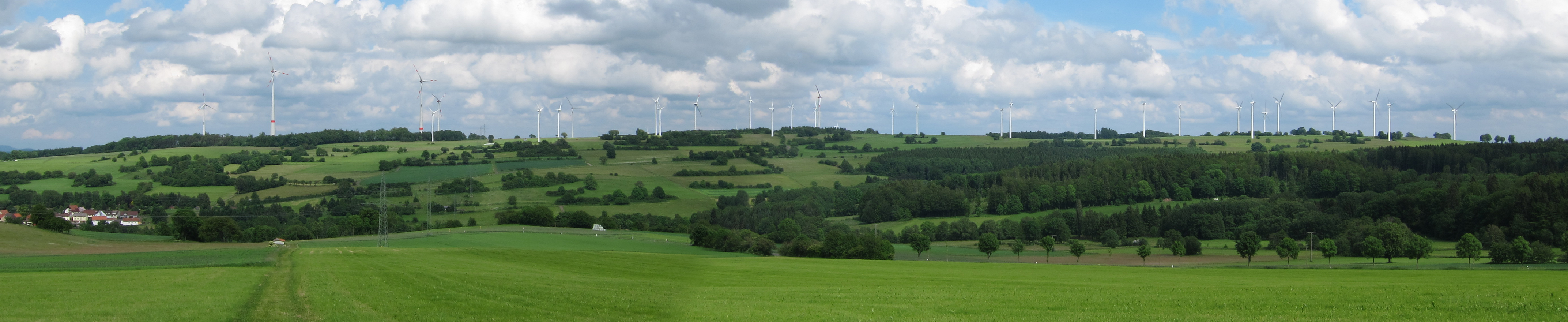
Landschaft im Vogelsberg im Jahr 2012 (Goldener Steinrück).

Der Vogelsberg liegt im Vogelsbergkreis rund 60 km nordöstlich von Frankfurt zwischen Alsfeld, Fulda, Büdingen und Nidda. Im östlichen Norden schließt sich in einigem Abstand der Knüll an, im Osten die Rhön, im Südosten der Spessart und im Südwesten die tiefliegende Wetterau, die in gleicher Richtung in die südhessische Niederungslandschaft des Rhein-Main-Gebiets übergeht. Demgegenüber geht der Vogelsberg in nordwestliche Richtungen in Teile des Westhessischen Berglandes über, die den Vogelsberg noch im Namen tragen (Vorderer Vogelsberg) und ebenso Basaltgesteine wie der Hohe Vogelsberg aufweisen.

## Geologische Entstehung

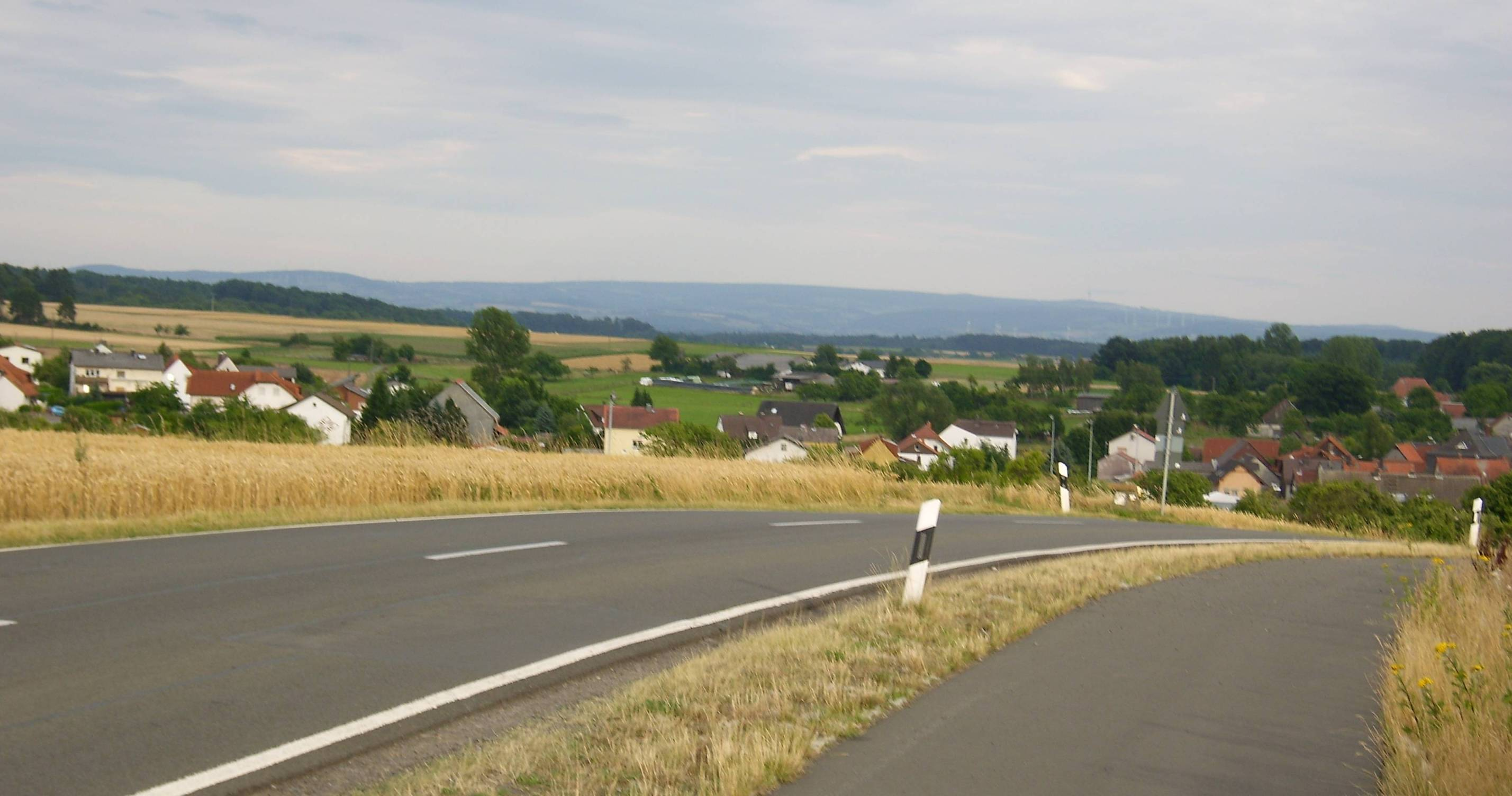
Blick vom Vorderen Vogelsberg zwischen Wermertshausen und Rüddingshausen zum „eigentlichen“ Vogelsberg

Der Vogelsberg ist mit 2500 km² das größte zusammenhängende Vulkangebiet Mitteleuropas. Er ist kein ehemaliger Schildvulkan, sondern besteht aus vielen Einzelvulkanen, die sich überlagern. Er setzt sich demnach aus einer Vielzahl von übereinandergeschichteten Basaltdecken zusammen, die vom Oberwald, dem zentralen, 600 bis 773 m hochliegenden Plateaubereich, ringförmig und treppenartig zu seinen Rändern herabführen. Die heutige Gestalt, die an einen großen, flach schildförmigen Vulkan mit einer zentralen Erhebung erinnert, ist das Ergebnis eines Zusammenspiels von Hebungsvorgängen und auf allen Seiten wirkender Abtragung.
Das eiszeitliche Frostklima im Pleistozän veränderte die Oberflächengestaltung durch die Ausbildung von Schuttdecken, durch Solifluktionsvorgänge und Frostsprengung der Gesteine mit Bildung von Blockstreu, Blockhalden und Blockmeeren. Gleichzeitig erfolgten Ablagerungen von Löß, der in den Randgebieten große Bedeutung für die Landwirtschaft hat und gelegentlich als Lößlehm in Eiskeilhorizonten auftritt, jedoch auch auf dem Oberwald zu finden ist.
Die vulkanische Tätigkeit im Vogelsberg ist ebenso wie die des nördlich davon gelegenen bis Adelebsen in Niedersachsen reichenden Nordhessischen Vulkangebiets mit der Bruchtektonik verbunden, die im Tertiär zur Entstehung der Niederhessischen Senke führte. Sie begann in Nordhessen vor etwa 20 Millionen Jahren im unteren Miozän, hatte ein Maximum vor etwa 13–12 Millionen Jahren und erlosch vor etwa 7 Millionen Jahren im oberen Miozän. Der Vulkanismus des Vogelsbergs war vor allem im Mittelmiozän aktiv, nach Kalium-Argon-Datierungen vor 18,5–10 Millionen Jahren, mit einem Maximum der Tätigkeit vor 17–15 Millionen Jahren.
Jüngere Untersuchungen haben gezeigt, dass auf dem Gebiet des Vogelsberges bereits in der Oberkreide vulkanische Aktivität auftrat, wobei die entsprechenden Vulkanbauten allerdings in der Zwischenzeit vollständig abgetragen wurden. Im Raum Ranstadt konnten jedoch in Bohrungen vulkanische Gesteine gefunden werden, die radiometrisch auf ein entsprechendes Alter datiert wurden.
Durch den Vulkanismus wurden vor allem basaltische Lavaergüsse und pyroklastische Ablagerungen gebildet. In der Abfolge der vulkanischen Produkte wurden zu Beginn Alkalibasalte und Basanite gefördert, dann kamen Alkali-Olivin-Basalte zur Ablagerung, die sich mit Tholeiiten und Trachyten abwechselten. Die vulkanischen Förderprodukte überlagern ein Fundament aus Buntsandstein und tertiären Sanden, in kleinen Gebieten im Osten auch Gesteine des Muschelkalks und des Keupers.
Die Erosion nach dem Miozän hat die ursprünglich bis in das Gebiet des Untermains reichenden zusammenhängenden Basaltdecken bis auf den zentralen Komplex in isolierte Vorkommen zerlegt. Unter tropischen bis subtropischen Bedingungen wurden die Vulkangesteine durch lateritische Verwitterung in rote Tone umgewandelt. An manchen Stellen kam es zur Ansammlung von roter Tonerde und der Bildung von Bauxit sowie der Konzentration des in Basalten enthaltenen Eisens zu Eisenerzen. Diese Vorkommen wurden lange Zeit zur Rohstoffgewinnung abgebaut, außerdem war und ist der Basalt ein überregional begehrtes Rohmaterial für die Schotter- und Natursteingewinnung.

## Naturräumliche Gliederung
Die Gliederung des Vogelsberges in Einzelnaturräume folgt zum einen dem Relief des Gebirges vom Höhenschwerpunkt nach außen, zum anderen den sich radial ausbreitenden Haupt-Einzugsgebieten von Eder (Schwalm), Unterer Fulda (v. a. Schlitz und Lüder), Main (Kinzig und Nidda) und Lahn (Ohm).
Folgende Naturräume werden unterschieden:
- 350 Unterer Vogelsberg
  - 350.1 Nördlicher Unterer Vogelsberg
  - 350.2 Nordwestlicher Unterer Vogelsberg
  - 350.3 Östlicher Unterer Vogelsberg
  - 350.4 Westlicher Unterer Vogelsberg
  - 350.5 Südlicher Unterer Vogelsberg
  - 350.6 Gieseler Forst
- 351 Hoher Vogelsberg
  - 351.0 Westlicher Hoher Vogelsberg
  - 351.1 Östlicher Hoher Vogelsberg
  - 351.2 Oberwald

Böden und Gesteine sind in allen Teilen des Vogelsberges – der Gieseler Forst ausgenommen – in etwa gleich, jedoch sinkt zum Zentrum hin die jährliche Durchschnittstemperatur merklich (bis zu 5 K) und die Jahresniederschläge steigen zum Oberwald hin auf bis zu 1200 mm an.
Die Basaltfläche des Vogelsberges setzt sich nach Westen und Norden auch in benachbarte Naturräume fort, während der Gieseler Forst im Osten bereits, wie auch die sich in alle östlichen Richtungen anschließenden Naturräume, auf Buntsandstein steht.
Tektonische Heraushebung und flächenhafte Abtragung des Reliefs bei gleichzeitiger Herausbildung des radialen Talnetzes seit dem Altpliozän führte zur Ausbildung einer älteren, im Plateaubereich des Oberwaldes noch erhaltenen Rumpffläche und einer randlichen Hauptverebnungsfläche mit Talwannenzone. Das Vogelsbergmassiv weist Geröllhalden aus Basalt und Tuff auf, ein Feuchtgebiet rund um den Geiselstein sowie das Hochmoor Breungeshainer Heide im Bereich der Niddaquelle. Zahlreiche Wanderwege durchziehen nicht nur den Oberwald, siehe Wanderwege im Vogelsberg.

### Oberwald

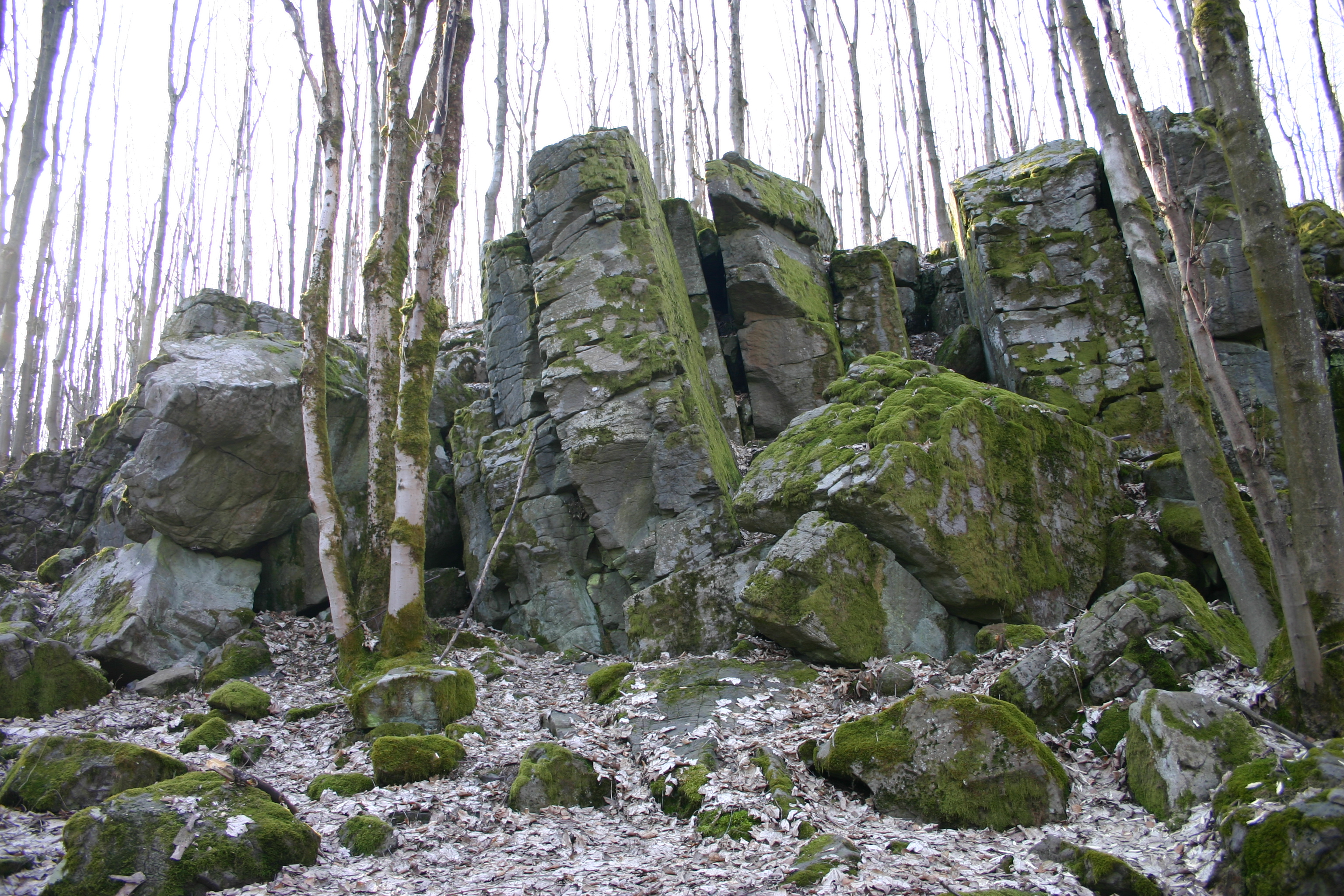
Naturdenkmal Uhuklippen, März 2009

Der Oberwald (351.2) ist das Zentrum des Vogelsberges und komplett bewaldet; seine Außengrenze folgt etwa der 600-m-Höhenlinie. In den äußeren Teilen des Vogelsberges dagegen mischen sich Wiesen- und Acker- unter Waldflächen.
Große Teile des Oberwalds stehen unter Naturschutz. So wird der (Buchen-)Wald im Naturschutzgebiet Taufstein bereits seit 1906 sich selbst überlassen.
Am Nordhang des Taufsteins liegen große Blockhalden aus Basalt.

### Äußerer Hoher Vogelsberg
Die Tallagen des Westlichen (351.0) und Östlichen (351.1) Hohen Vogelsberges liegen im Norden meistens über 500 m, im Westen zum Teil bis unter 400 m Höhe. In der Hauptsache folgt die Grenzziehung den Quellgebiets-Wasserscheiden der wichtigsten Flüsse und insbesondere der von Südost nach Nordwest verlaufenden Rhein-Weser-Wasserscheide, nach Osten z. T. der zwischen Lahn und Main.
Weil große Teile des ursprünglichen Waldes gerodet sind und der Niederschlag 1000 mm pro Jahr übertrifft, setzt die Schneeschmelze früh ein. Dies und die wenig durchlässigen Basaltlehmböden führen zu häufigen Hochwassern.
In diesem Teil des Vogelsberges wechseln sich in lockerer Abfolge flussquellenreiche Waldstücke, Feuchtgebiete, Magerrasen und Bachtäler ab; daneben gibt es hier auch ein Hochmoor und im Südosten einige Stillgewässer, die Vogelsberger Seen.

### Unterer Vogelsberg (ohne Gieseler Forst)
Der basaltische Teil des Unteren Vogelsberges (350.1-350.5) weist Höhenlagen zwischen 300 und 500 m auf, an der westlichen bis südwestlichen Nahtlinie zur Wetterau auch z. T. unter 200 m.
Die Abgrenzung zum Büdinger Wald nach Süden, zum Landrücken nach Südosten und zum Gieseler Forst (s. u.) nach Osten hält sich weniger ans Relief als vielmehr an den geologischen Übergang von Basalt zu Buntsandstein.
Auch zum Fulda-Haune-Tafelland hin, das dem Knüll im Nordosten vorgelagert ist, gibt es diesen geologischen Übergang, dazwischen liegt hier noch der Großenlüder-Lauterbacher Graben. Im Norden dagegen endet der Vulkanit erst im anschließenden Nördlichen Vogelsberg-Vorland, also außerhalb des eigentlichen Vogelsberges. Auch der außerhalb vom Letzteren im Nordwesten vorgelagerte Vordere Vogelsberg bleibt über weite Teile basalthaltig. Nach Westen hin erstreckt sich die Basaltzone bis weit in die flachwellige Wetterau hinaus; diese Niederung schließt sich am Mittel- und Unterlauf des Horloff unmittelbar an.
Naturlandschaftlich ist das inselartig bewaldete Gebiet ein Perlgras-Buchenwaldgebiet.

### Gieseler Forst

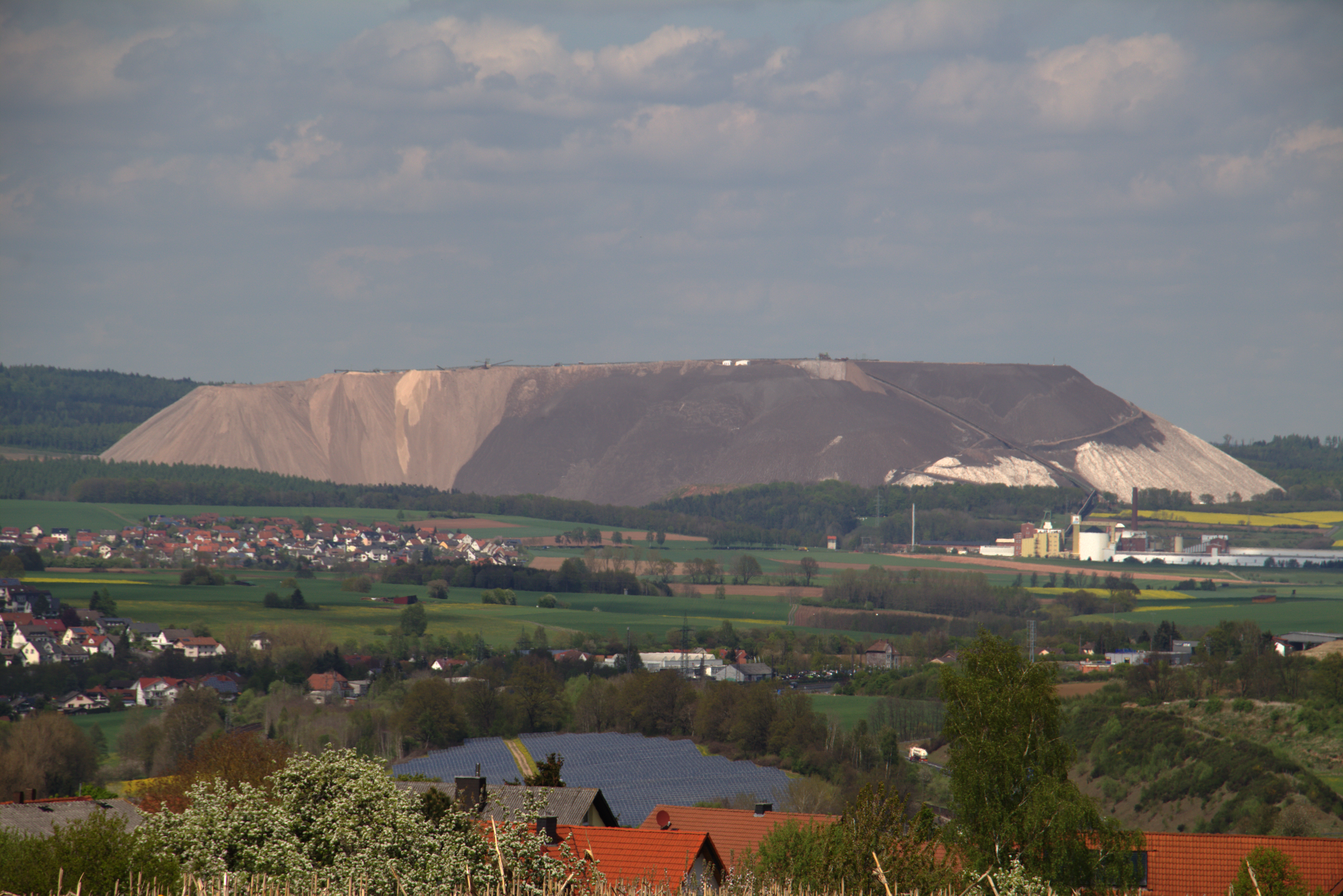
Der vegetationsfreie „Monte Kali“ zwischen Giesel im Norden und Neuhof von Süden

Im Gieseler Forst (350.6), der rund 130 km² groß ist, schiebt sich der Vogelsberg mit Höhenlagen von immerhin bis über 500 m bis direkt an die Fuldaer Senke nach Osten. Der einzige auf Buntsandstein liegende Teil des Vogelsberges ist naturräumlich deutlich von den basaltischen Teilen des Unteren Vogelsberges abgetrennt.
Neben der fast den ganzen Naturraum bedeckenden Bewaldung (u. a. Kiefernforste) existieren an den mächtigen Abraumhalden und Spitzkegeln der bei Neuhof abgebauten Kalisalz-Lagerstätten auch weitgehend vegetationsfreie Gebiete.

### Angrenzende Naturräume
Im Folgenden werden, im Uhrzeigersinn und beginnend im Nordwesten, die Übergänge des Vogelsberges in die angrenzenden Naturräume beschrieben.

#### Vorderer Vogelsberg
Im Vorderen Vogelsberg (Haupteinheit 349) mit dem Lumda-Plateau (Naturraum 349.0) als zentraler, den Großteil der Fläche einnehmenden Hochfläche schiebt sich die Basaltplatte des Vogelsberges bis weit ins Westhessische Bergland hinein, wo sie erst kurz vor dem Marburg-Gießener Lahntal abbricht. Mit dem eigentlichen Plateau ist der Untere Vogelsberg nur über einen schmalen Korridor entlang der Lahn-Main-Wasserscheide verbunden, während nordöstlich davon, im Ohmtal, ein Talgraben morphologisch die Grenze setzt. Auch südwestlich des Korridors, im Laubacher Hügelland, flacht der Vordere gegenüber dem Unteren Vogelsberg deutlich ab.

#### Nördliches Vogelsberg-Vorland
Nahezu fließend geht der Nordwestliche Untere Vogelsberg über in das Nördliche Vogelsberg-Vorland (Naturraum 346.2), den südlichen Teil der Oberhessischen Schwelle (Haupteinheit 346), die entlang der Rhein-Weser-Wasserscheide den Vogelsberg mit dem Kellerwald verbindet. Die Landschaft bleibt bis unmittelbar vor dem Neustädter Sattel, der zentralen Senke der Schwelle, auf knapp 400 m Höhe. Erst im mittleren Bereich des Vorlandes wird der Basalt allmählich durch Buntsandstein abgelöst.
Der Charakter als Hochplateau mit kaum nennenswerter Zertalung in Ost-West-Richtung wird auch darin deutlich, dass die aus dem Vogelsberg kommende Antrift diesen Naturraum in Nachbarschaft zur Wasserscheide in Süd-Nord-Richtung passiert. Das Hauptfließgewässer im Westen, die Klein, verläuft hingegen in nordwestlicher Richtung und folgt einem kontinuierlichen wie raschen Abfall der Höhenstufen des Vogelsberges zum flachen Amöneburger Becken, wo die Klein auf unter 200 m auf die Ohm trifft.

#### Westhessische Senke
Das Schwalmtal weitet sich bei Alsfeld deutlich und lässt dort den Unteren Vogelsberg nach Norden hin vergleichsweise abrupt enden. Von hier aus zieht sich die natürliche Grenzzone der Westhessischen Senke zwischen West- und Osthessischem Bergland bis zum Weserbergland hin.

#### Fuldaer Senke
Anders als die sich vor allem radial vom Vogelsberg entfernende Westhessische Senke legt sich die Fuldaer Senke (Haupteinheit 352) als Bogen um den Vogelsberg und trennt ihn von den angrenzenden Teilen des Fulda-Haune-Tafellandes (355) und der Kuppenrhön (353) ab.
Hinter dem nach Südosten verlaufenden Großenlüder-Lauterbacher Graben (Naturraum 352.2) schieben sich in Ottrauer Bergland (355.0) und Schlitzer Land (355.1) Landschaften zwischen Vogelsberg und Knüll sowie Ausläufer der nördlichen Kuppenrhön, die bereits in unmittelbarer Nachbarschaft zum Graben wieder Höhenlagen bis um 500 m erreichen und somit die des benachbarten Unteren Vogelsberges z. T. sogar übersteigen.
Demgegenüber verläuft östlich des Gieseler Forstes der Anstieg eher gemächlich zu montaneren Teilen der Rhön hinter dem breiten Fuldaer Becken (352.1) hin sowie, sich je südwestlich anschließend, zum schmalen Kerzeller Fliedetal (352.01) und zum Fliedener Becken (352.00).

#### Landrücken
Südlich des Fliedener Beckens (s. o.) und nördlich des bereits dem Spessart zugerechneten Schlüchterner Beckens (Naturraum 141.6) verbindet der in West-Ost-Richtung verlaufende Landrücken (353.0) auf der Rhein-Weser-Wasserscheide den Vogelsberg mit der Rhön, deren Haupteinheit (353 = Kuppenrhön) er zugerechnet wird. Die Übergänge vom Gieseler Forst nach Süden und vom Südlichen Unteren Vogelsberg nach Südosten zum Landrücken verlaufen sanft über eine nur sehr kleine Kontaktlinie.
In unmittelbarer Umgebung des Landrückens lösen sich Basalt und Buntsandstein ab, was seine „Zwitternatur“ mit Anteilen der kennzeichnenden Gesteine von Kuppenrhön und Vogelsberg unterstreicht.

#### Büdinger Wald
Während an der südlichen Nahtlinie vom Osten des Südlichen Unteren Vogelsbergs und vom Landrücken zum Schlüchterner Becken der Übergang von basalt- zu buntsandsteinhaltigen Gesteinen sich auch in Form eines abflachenden Reliefs manifestiert, verlaufen weiter westlich die Übergänge vom Osthessischen Bergland zum Spessart (zur Haupteinheitengruppe 14) deutlich fließender. Weniger an den Höhenstufen als vielmehr an der z. T. scheinbar abrupt einsetzenden, dichten Bewaldung wird der Übergang zum Büdinger Wald (Haupteinheit 143) erkennbar. Höhenlagen von um 400 m, im äußersten Westen unter 300 m, entsprechen denen der angrenzenden Teile von Westlichem und Südlichem Unterem Vogelsberg.
Westlich ist dem Büdinger Wald das Ronneburger Hügelland (232.0) vorgelagert, das am Niddertal bei Glauburg auch den Westlichen Unteren Vogelsberg berührt. Dieses reliefarme, bereits zum Rhein-Main-Tiefland (Haupteinheitengruppe 23) gerechnete Hügelland wird jedoch landläufig bereits der Wetterau (s. u.) zugerechnet.

#### Wetterau
Nach Südwesten hin flacht der Untere Vogelsberg deutlich schneller ab als in alle anderen Himmelsrichtungen und unterschreitet, noch innerhalb des Westlichen Unteren Vogelsberges, weiträumig die 200-m-Grenze.
Die Horloff-Niederung (Naturraum 234.01) an Mittel- und Unterlauf des namensgebenden Flusses bildet als Teil der Wetterau (Haupteinheit 234) eine auf den ersten Blick vergleichsweise scharfe Abgrenzung dieser Landschaft vom Vogelsberg. Indes ist, wie oben bereits angedeutet, der äußerste Westen des Westlichen Unteren Vogelsberges auch diesseits der Horloff bereits sehr reliefarm, was sich u. a. auch darin manifestiert, dass die linken, also östlichen Nebenflüsse der Horloff aus dem Vogelsberg hier noch ertragsärmer sind als die rechten vom Münzenberger Rücken (234.01), der einen minimalen, in Nord-Süd-Richtung verlaufenden Höhenzug im Zentrum der Wetterau darstellt.
Zwar bricht an der Horloff-Niederung die Basaltscholle nach Westen hin abrupt ab, jedoch zieht sie sich weiter nördlich noch bis weit ins westlich gelegene Flachland hinein und reicht mit einem in Süd-Richtung verlaufenden Zipfel auch bis in den Münzenberger Rücken.

### Tabelle der Einzelnaturräume (mit Bergen)
Im Folgenden sind die Naturräume von innen nach außen, in zweiter Linie im Uhrzeigersinn geordnet.
| Kenn- ziffer | Name                              | Größe [km²] | Flüsse | Berge mit Höhe in Meter (m) über Normalhöhennull (NHN) (wenn nicht anders genannt laut ) |
| ------------ | --------------------------------- | ----------- | --- | --- |
| 351.2        | Oberwald                          | 037,02      | Nur die im Zentrum entspringenden Flüsse: - Untere Fulda - Schlitz - (alle Hauptflüsse) - Lüder - Schwarza - Nidda - Nidder - Nidda - Ohm - Seenbach nebst Ilsbach | - Taufstein (773,0 m, Rhein-Weser-Wasserscheide) - Hoherodskopf (763,8 m) - Sieben Ahorn (752,7 m, Rhein-Weser- und Main-Lahn-Wasserscheide) - Herchenhainer Höhe (733,1 m, Rhein-Weser-Wasserscheide) - Geiselstein (ca. 720 m) - Nesselberg (ca. 716,2 m) - Bilstein (665,5 m)               |
| 351.1        | Östlicher Hoher Vogelsberg        | 153,72      | - Untere Fulda - Schlitz - Lüder - Fliede - (nur Kemmete) - Kinzig - Steinebach (Steinaubach) - Salz - Bracht - Nidda - Seemenbach - Nidder                        | - Völzberger Köpfchen (570,8 m), Rhein-Weser-Wasserscheide - Naxburg (553,6 m), Rhein-Weser-Wasserscheide - Horst (553,3 m) |
| 351.0        | Westlicher Hoher Vogelsberg       | 136,47      | - Nidda - Nidda - Horloff - Wetter - Ohm - (Schwalm) | - Eckmannshain (622,0 m) - Schlossberg (609,7 m) mit Burg Ulrichstein - Vogelsberg (Feldatal) (598,0 m) - Goldner Steinrück (578,1 m) |
| 350.5        | Südlicher Unterer Vogelsberg      | 259,32      | - Kinzig - Steinebach (Steinaubach) - Ulmbach - Salz - Bracht - Nidda - nur Seemenbach                                                                             | - Wernerstein (420 m) - Apfelberg (419 m) - Galgenberg (393 m), westliche Nahtstelle zum Westlichen UVB - Katzenstein (382 m), südliche Nahtstelle zum Büdinger Wald |
| 350.4        | Westlicher Unterer Vogelsberg     | 387,72      | - Nidda - Nidder - Nidda - Horloff - Wetter | - Galgenberg (393 m), östliche Nahtstelle zum Südlichen UVB - Lehnkopf (358 m) - Eschberg (328 m) - Steinbügel (295 m), westliche Nahtstelle zur Wetterau - Hubberg (289 m), westliche Nahtstelle zur Wetterau - Steinknorre (259 m), östliche Nahtstelle zum Büdinger Wald im äußersten Süden |
| 350.2        | Nordwestlicher Unterer Vogelsberg | 154,63      | - Ohm | - Bildsteinskopf (496 m), östliche Nahtstelle zum Nördlichen UVB - Bildstein (398 m) - Kretenberg (384 m), nördliche Nahtstelle zum Nördlichen VB-Vorland, Rhein-Weser-Wasserscheide |
| 350.1        | Nördlicher Unterer Vogelsberg     | 069,61      | - Schwalm | - Bildsteinskopf (496 m), westliche Nahtstelle zum Nordwestlichen UVB - Baumgartskopf (423 m), nördliche Nahtstelle zur Westhessischen Senke |
| 350.3        | Östlicher Unterer Vogelsberg      | 245,32      | - (Schwalm) - Untere Fulda - Schlitz - Lüder - Fliede - (nur linke Nebenflüsse)                                                                                    | - Mühlberg (486 m) - Heerhain (486 m) |
| 350.6        | Gieseler Forst                    | 128,96      | - Untere Fulda - Lüder (rechte untere Nebenflüsse) - Giesel - Fliede (linke Nebenflüsse)                                                                           | - Knöschen (508,7 m), Nahtstelle zum Östlichen Unteren Vogelsberg am südöstlichen Waldrand - Himmelsberg (489,7 m) |

## Klima
Der Vogelsberg liegt inmitten der gemäßigten Klimazone im Übergangsbereich zwischen atlantischem und kontinentalem Klimaeinfluss. In Richtung des Oberwaldes nehmen die Jahresmitteltemperaturen deutlich ab und die Niederschlagsmenge erheblich zu.
Die Vegetationsperiode im Hohen Vogelsberg beträgt 120 bis 140 Tage im Jahr. Dies ist der Zeitraum, in dem die Tagesmitteltemperaturwerte mindestens 10 °C betragen. In den Mittelgebirgen nimmt die Temperatur mit jeder Zunahme um 100 Meter Höhe um durchschnittlich 0,5 bis 0,8 °C ab. Im Vogelsberg fällt diese an der Westseite um etwa 0,55 °C und an der Ostseite um etwa 0,45 °C pro 100 Meter Höhenzunahme. Im Hohen Vogelsberg schwanken die durchschnittlichen Vegetationsperioden zwischen 135 Tagen in Herchenhain und 157 Tagen in Gedern. Die mittleren Jahresmitteltemperaturen liegen bei unter 6 °C in den Höchstlagen um Taufstein, Hoherodskopf, Sieben Ahorn und Herchenhainer Höhe.
Am westlichen Vogelsberg nehmen die Niederschläge, verglichen mit der Wetterau, deutlich zu. Durch die Stauwirkung des Gebirges steigen die Niederschläge von der Wetterau in östliche Richtung über Schotten bis zum Oberwald hin ständig an. Ab einer Höhenlinie von etwa 330 Meter über NN verlangsamt sich die Zunahme. Die durchschnittlichen Niederschlagsmengen im Jahr liegen ab 400 Meter über NN bei etwa 900 mm, zwischen 500 und 600 Meter Höhe etwas über 1000 mm und oberhalb 600 Meter Höhe über 1100 mm. Der östliche, im Lee liegende Gebirgsanteil hat dagegen deutlich geringere Werte. Es treten allerdings Schwankungen in den jährlichen Niederschlägen auf. So liegt die Bandbreite bei 40 % bis 160 % in den langjährigen Werten. Im Jahr 1981 wurden im Hohen Vogelsberg 1700 mm Niederschlag ermittelt. Besonders Niederschlagsarm war anderseits das Jahr 1976 mit weniger als 700 mm Jahresniederschlag, gemessen in Ulrichstein.
In der Niederschlagsverteilung während eines Jahres gibt es allerdings auch Unterschiede. Der Hohe Vogelsberg weist das Maximum im Winter und Nebenmaxima im Juli und August auf, während die Randgebiete die meisten Niederschläge in den Sommermonaten von Juni bis August mit einem Minimum im Frühjahr erhalten. Gegenüber den umliegenden Landschaften zeichnet sich der Vogelsberg durch große winterliche Schneemengen aus. So fallen im Oberwald 34 % aller Niederschläge als Schnee und eine geschlossene Schneedecke existiert durchschnittlich 78 Tage lang. In der westlichen Wetterau sind es hingegen nur 10 % bzw. 16 Tage.

## Gewässer und Wasserversorgung
Über den Vogelsberg verläuft nicht nur ein Abschnitt der Rhein-Weser-Wasserscheide, sondern auch (Weser- bzw. Fulda-intern) die Wasserscheide zwischen Eder bzw. Schwalm und Unterer Fulda sowie (Rhein-intern) die zwischen Main und Lahn.

### Wasserentnahme für die Stadt Frankfurt
Das Wasser im Vogelsberg wurde und wird beispielsweise für Mühlen oder die Bewässerung landwirtschaftlicher Flächen genutzt. Gegen den Willen der Bevölkerung wurde 1876  eine Wasserleitung gebaut, die Grund- und Quellwasser nach Frankfurt am Main bringt. Die Oberhessischen Versorgungsbetriebe AG (OVAG) sind die größten Wasserförderer im Vogelsberg: Sie pumpen jährlich ca. 30 Millionen Kubikmeter Grundwasser aus ihren Brunnen; davon werden etwa 2/3 ins Rhein-Main-Gebiet an die Stadt Frankfurt am Main abgegeben.
Ein Unverständnis für die besondere hydrogeologische und ökologische Situation im Vogelsberg und zu hohe Entnahmen haben zur Folge, dass Quellen ausfallen, Setzungsrisse in Gebäuden entstehen und streckenweise der Boden absackt. Trotzdem gibt es Bestrebungen dem Vogelsberg noch mehr Wasser zu entziehen. Die Alternative Regenwasser zu sammeln und zu nutzen würde der Stadt Frankfurt höhere Kosten verursachen, als weiterhin auf fremdes Wasser zu setzen.

### Fließgewässer

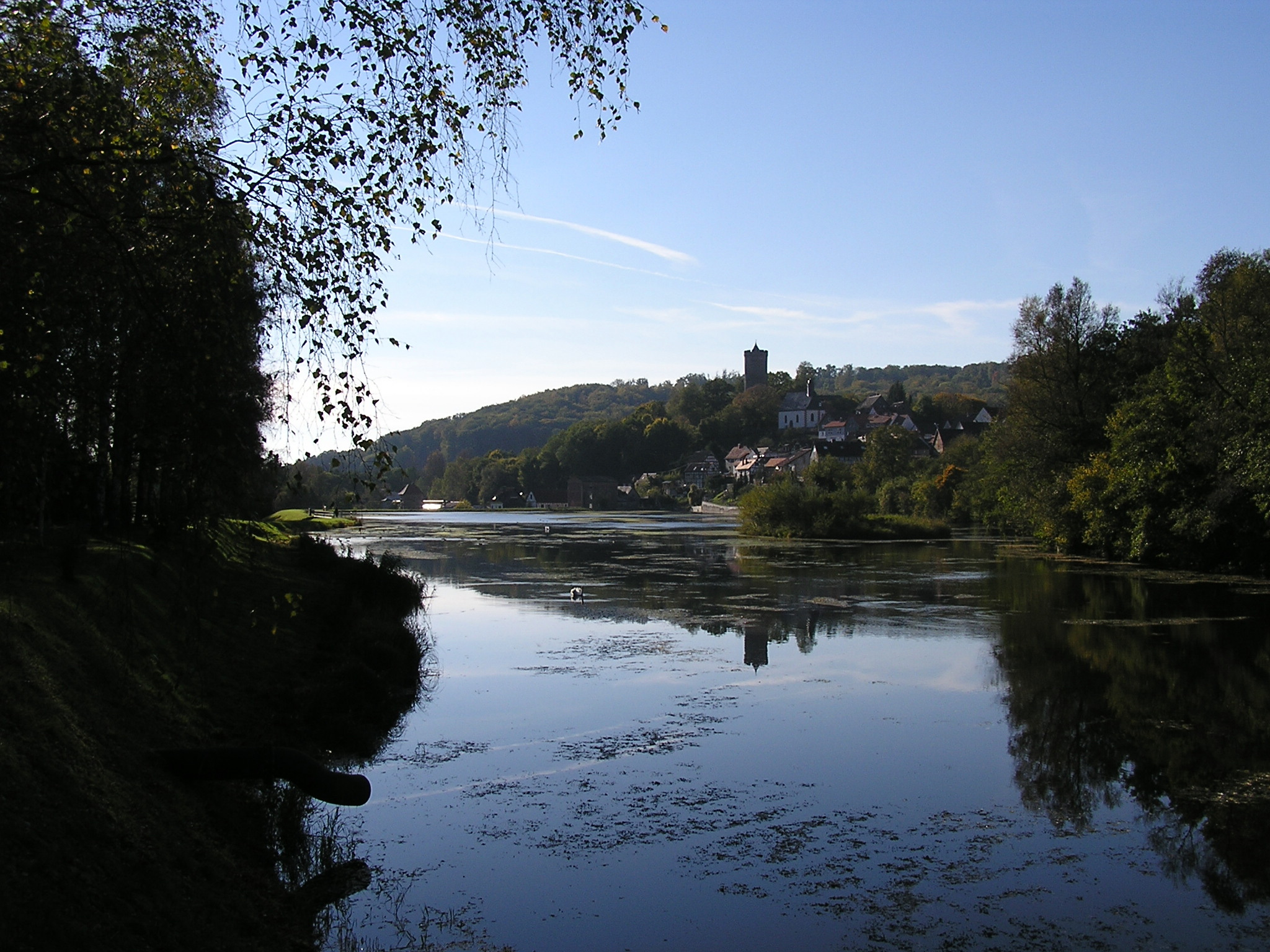
Die Nidder im Vogelsberg

Im Vogelsberg entspringen zahlreiche Fließgewässer, Bäche und Flüsse, die, radial sich um den Höhenschwerpunkt ausbreitend, in alle Himmelsrichtungen davon fließen. Im Uhrzeigersinn gesehen fließen die Flüsse in die Haupteinzugsgebiete Schwalm, Untere Fulda, Kinzig, Nidda und Ohm. Oftmals wird ein namentlich bekannter Fluss durch mehrere, annähernd gleichberechtigte Hauptarme gespeist.

#### Die wichtigsten Flüsse systematisch
Die Hauptflüsse des Vogelsberges sind, im Uhrzeigersinn, beginnend im Norden, geordnet:
- Fulda
  - Schwalm (97,1 km)
    - Antrift (38,6 km)
    - Obere Schwalm

  - Untere Fulda
    - Schlitz (43,3 km)
      - Lauter (27,9 km)
        - Brenderwasser
        - Lauter
        - Eisenbach

      - Altefeld (30,0 km)
        - Alte Hasel
        - Altefeld

    - Lüder (36,4 km)
      - Schwarza
      - Lüder
      - Moosbach
      - Jossa

    - Giesel (7,2 km)
    - Fliede (22,1 km)
      - Kemmete
      - Obere Fliede

- Main
  - Kinzig (86,0 km)
    - Steinebach (Steinaubach) (23,2 km)
    - Ulmbach (13,4 km)
    - Salz (29,8 km)
    - Bracht (31,5 km)

  - Nidda (89,7 km)
    - Seemenbach (37,4 km)
    - Nidder (68,6 km)
    - Nidda
    - Horloff (44,5 km)
    - Wetter (68,8 km)
- Lahn
  - Ohm (59,0 km)
    - Seenbach
    - Ilsbach
    - Ohm
    - Felda

Auf den Vogelsberg bezogen sind die angegebenen Längen jedoch irreführend:
- Die Schwalm bezieht nur einen Bruchteil ihres Wassers aus dem Vogelsberg und wird u. a. noch von Knüll und Kellerwald gespeist.
- Die Fliede wird nur linksseitig vom Vogelsberg gespeist, während die rechten Zuflüsse aus Rhön und Landrücken kommen.
- Die Kinzig selber fließt gar nicht durch das Mittelgebirge. Nur die wichtigsten rechten Nebenflüsse kommen aus dem Vogelsberg, während z. B. die linken dem Spessart entspringen.
- Im System der Nidda verlässt die Wetter den Vogelsberg bereits kurz nach ihrem Quelllauf und bezieht u. a. noch Wasser aus dem Taunus; auch die Horloff verlässt bald den Vogelsberg und bildet fortan nur noch die Westgrenze.
- Die Ohm wird im Mittellauf u. a. noch vom Kellerwald gespeist.

#### Tabelle der Hauptarme des Vogelsberges
Legt man, soweit mit den Flussstrukturen vereinbar, die naturräumlichen Grenzen des Vogelsberges (Haupteinheiten 350-351) zu Grunde, führen 16 Hauptarme aus dem Vogelsberg heraus, die 5 Hauptflüssen zugeordnet werden können:
| Hauptfluss   | Hauptarm                 | bis (einschließlich)                                           | Länge [km] | Einzugsgebiet [km²] | Abfluss [l/s] | Naturräume                                                               |
| ------------ | ------------------------ | -------------------------------------------------------------- | ---------- | ------------------- | ------------- | ------------------------------------------------------------------------ |
| Schwalm      | Antrift                  | Mündung des Göringer Baches                                    | 14,0       | 052,307             | 0607,1        | - Nördlicher Unterer VB                                                  |
| Schwalm      | Schwalm                  | Mündung des Krebsbaches                                        | 19,7       | 093,257             | 1043,6        | - (Westlicher Hoher VB) - (Östlicher Unterer VB) - Nördlicher Unterer VB |
| Untere Fulda | Schlitz                  | Zusammenfluss von Lauter und Altefeld                          | 30,0       | 271,802             | 3465,5        | - Östlicher Hoher VB - Östlicher Unterer VB                              |
| Untere Fulda | Lüder                    | vor der Teilung bei Uffhausen                                  | 26,6       | 146,813             | 2073,1        | - Östlicher Hoher VB - Östlicher Unterer VB - (Gieseler Forst)           |
| Untere Fulda | Giesel                   | Mündung der Gresel                                             | 04,8       | 038,387             | 0267,8        | - Gieseler Forst                                                         |
| Untere Fulda | Fliede                   | Mündung der Kemmete (linke Nebenflüsse, über Kemmete gemessen) | 15,8       | 088,894             | 1261,5        | - (Östlicher Hoher VB) - (Östlicher Unterer VB) - Gieseler Forst         |
| Kinzig       | Steinebach (Steinaubach) | Mündung in die Kinzig                                          | 23,2       | 064,787             | 0798,1        | - Westlicher Hoher VB - Südlicher Unterer VB                             |
| Kinzig       | Ulmbach                  | Mündung in die Kinzig                                          | 13,4       | 020,286             | 0271,4        | - Südlicher Unterer VB                                                   |
| Kinzig       | Salz                     | Zusammenfluss unterhalb Wahlert                                | 25,4       | 082,394             | 1134,3        | - Westlicher Hoher VB - Südlicher Unterer VB                             |
| Kinzig       | Bracht                   | Mündung des Reichenbaches                                      | 23,8       | 097,192             | 1431,3        | - Westlicher Hoher VB - Südlicher Unterer VB                             |
| Nidda        | Seemenbach               | Mündung des Wolfsbaches                                        | 29,8       | 119,282             | 1283,5        | - Östlicher Hoher VB - Südlicher Unterer VB                              |
| Nidda        | Nidder                   | Mündung des Bleichenbaches                                     | 32,9       | 149,480             | 1748,4        | - Östlicher Hoher VB - Westlicher Unterer VB                             |
| Nidda        | Nidda                    | Mündung des Wehrbaches                                         | 41,6       | 237,506             | 2273,4        | - Westlicher Hoher VB - Westlicher Unterer VB                            |
| Nidda        | Horloff                  | Pegel Ruppertsburg (+ östliche Zuflüsse der Horloff-Niederung) | 17,0       | 083,769             | 0511,6        | - Westlicher Hoher VB - Westlicher Unterer VB                            |
| Nidda        | Wetter                   | oberhalb der Mündung der Lauter                                | 12,0       | 025,734             | 0289,3        | - Westlicher Hoher VB - Westlicher Unterer VB                            |
| Ohm          | Ohm                      | Mündung der Felda                                              | 26,6       | 264,069             | 3209,7        | - Westlicher Hoher VB - Westlicher Unterer VB                            |

#### Die fünf Hauptflüsse des Vogelsberges im Vergleich
Den obigen, nur minimal von der naturräumlichen Einteilung des Vogelsberges abweichenden Werten zufolge, ergeben sich für die fünf Haupteinzugsgebiete:
| Hauptfluss        | Einzugsgebiet [km²] | Einzugsgebiet [%] | Abfluss [l/s] | Abfluss [%] |
| ----------------- | ------------------- | ----------------- | ------------- | ----------- |
| Vogelsberg gesamt | 1.834,9590.         | 100,00            | 21.669,60     | 100,00      |
| Schwalm           | 145,564             | 07,9              | 1.650,7       | 07,6        |
| Untere Fulda      | 544,896             | 29,7              | 7.067,9       | 32,6        |
| Kinzig            | 264,659             | 14,4              | 3.635,1       | 16,8        |
| Nidda             | 615,771             | 33,6              | 6.106,2       | 28,2        |
| Ohm               | 264,069             | 14,4              | 3.209,7       | 14,8        |

### Stillgewässer

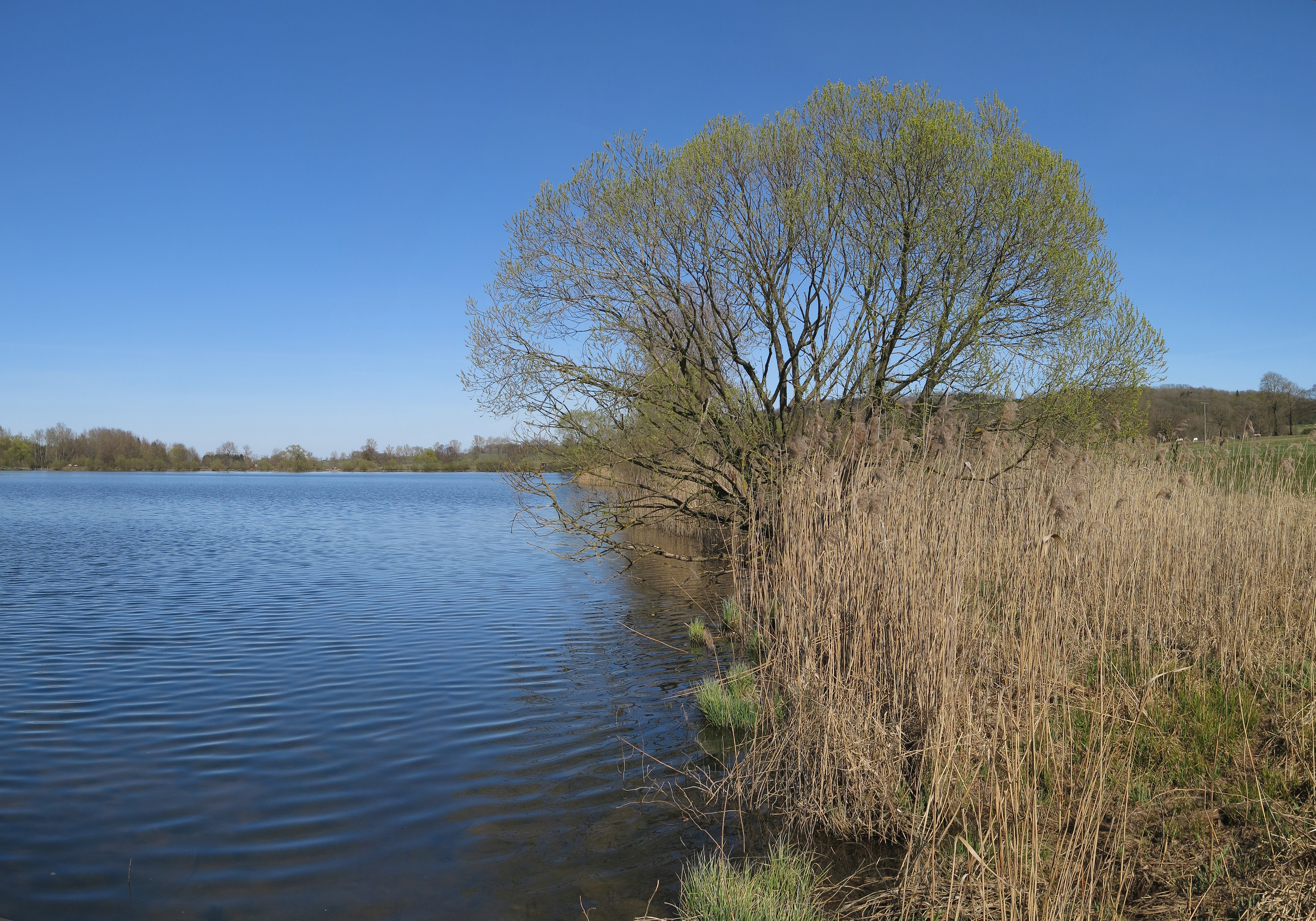
Am Ufer des Nieder-Mooser-Teiches

Zu den Stillgewässern des Vogelsbergs gehören unter anderem diese Seen und Teiche (alphabetisch sortiert):
- Antrifttalsperre
- Gederner See
- Niddastausee
- Mooser Teiche
- Staubecken des Nidderkraftwerks

## Tourismus

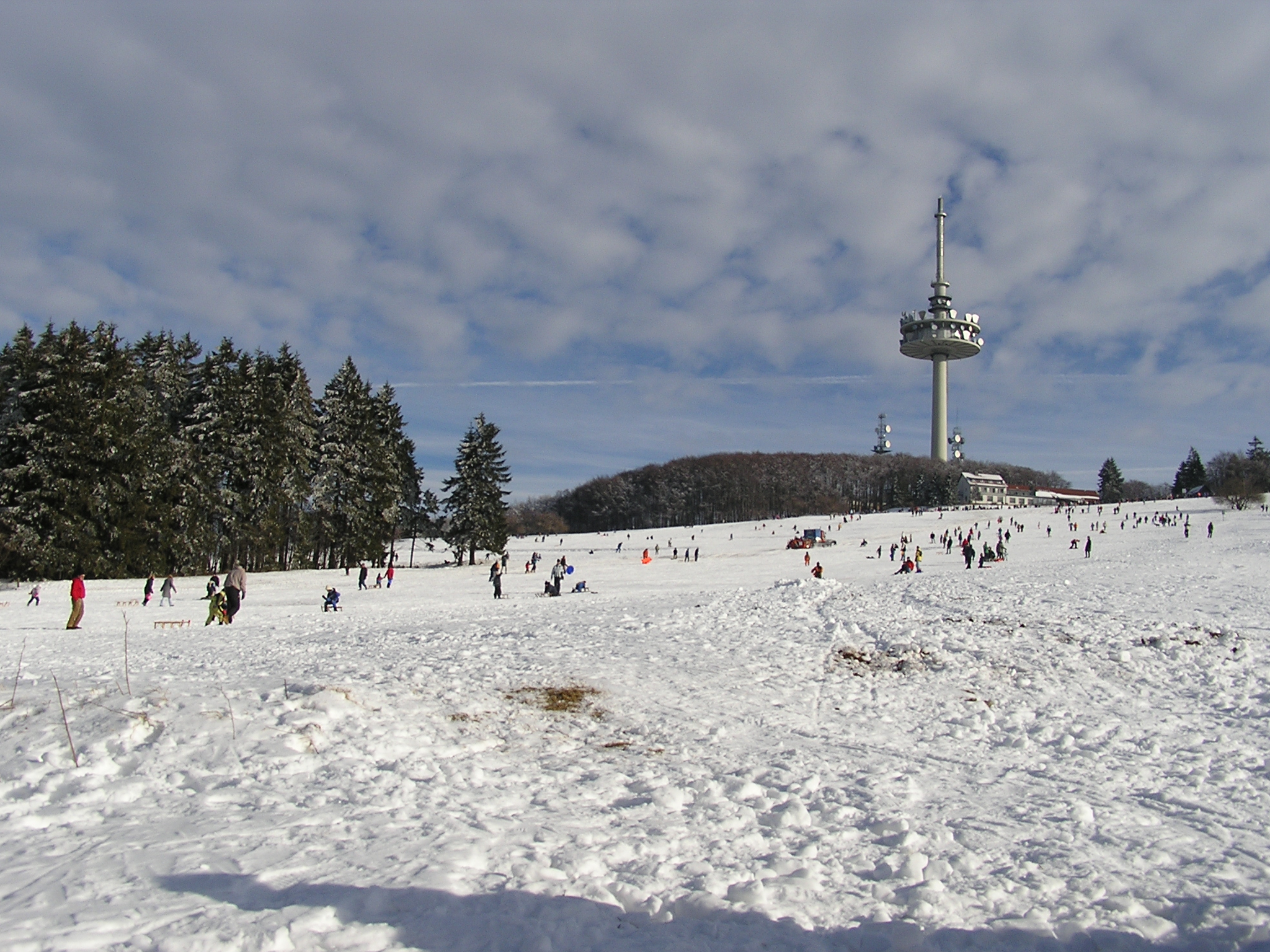
Wintersport am Hoherodskopf

Der Vogelsberg ist für seine Wintersportgebiete an der Herchenhainer Höhe und am Hoherodskopf (Alpinski und 55 km Loipen) bekannt.
Im Sommer können neben Wanderungen viele Fahrradtouren durchgeführt werden, da mehrere Radwege (Vulkanradweg, Vogelsberger Südbahnradweg …) gebaut wurden. Ferner fahren Linienbusse des RMV, der sogenannte Vulkan-Express von Büdingen, Stockheim, Nidda, Hungen, Mücke und Schlitz über Lauterbach an den Wochenenden mit Anhängern für Fahrräder auf die Höhen des Vogelsbergs. Die meisten Buslinien fahren den Hoherodskopf an und lassen sich so untereinander kombinieren.
Der Vulkanradweg und der Südbahnradweg sind asphaltiert; sie können auch von Inline-Skatern gut genutzt werden. Ein großes Netz ausgeschilderter thematischer Radwege findet der Radfahrer vor und im NaturFitnessPark Vogelsberg um die höchsten Kuppen auch 70 km ausgeschilderte Mountainbikestrecken.
Der Hoherodskopf ist ein touristisches Zentrum der Region. Hier befindet sich das Naturschutz Informationszentrum des Naturparks Vulkanregion Vogelsberg und eine Touristen-Information der Stadt Schotten mit ganzjährig täglichen Öffnungszeiten. Von hier starten drei im Jahr 2009 errichtete Naturerlebnispfade zu den Themen Geologie, Natur und Sinneswahrnehmung. Es gibt eine Sommerrodelbahn, einen Kletterwald, zahlreiche Wanderwege und mehrere Einkehrmöglichkeiten.

## Bergbau
Die Verwitterungsrückstände des Basaltvulkanismus haben den Vorderen  Vogelsberg zu einem alten Bergbaugebiet gemacht, das, seit mehreren hundert Jahren urkundlich erwähnt, heute erheblich an Bedeutung eingebüßt hat. Anfänglich wurde Basalteisenstein und in geringem Umfang auch andere Bodenschätze abgebaut, ferner bis heute auch Basalt für Mauerwerk, Pflaster und Schotter.
Bereits in alter Zeit wurde das gewonnene Erz mittels Rennöfen verhüttet. Darauf deuten Flurnamen, wie Rote Erde, Höllersborn, Wuhlacker oder Roter Graben hin. Für den Betrieb der Rennöfen, die an Bachläufen gelegen waren, wurden große Mengen an Holzkohle benötigt, die dank des Waldreichtums im Vogelsberg verfügbar war. So ergab sich eine flächendeckende Köhlerei, die eng mit dem Bergbau verbunden war. Wichtigste Betreiberin der Basalteisenstein-Bergwerke im Vogelsberg war die am 13. März 1899 in Essen gegründete Gewerkschaft Luise, die später in Louise umbenannt wurde. Die Gründung dieser Gesellschaft und die der Gewerkschaft Luse und Ilsdorf mit Sitz in Gießen hing mit der Erbauung der Oberhessischen Eisenbahn 1871 eng zusammen. Diese Bahn und die 1903 eingeweihte Seentalbahn schufen die Voraussetzung für die Erschließung des Vorderen Vogelsbergs und die Grundlagen für den Eintritt rheinisch-westfälischer Berg- und Hüttenleute in das bis dahin längst bekannte oberhessische Erzrevier. Die Arbeit in der Erzförderung und Erzaufbereitung stellte in den ersten Jahrzehnten des 20. Jahrhunderts eine beachtliche Erwerbsquelle für die Region dar. So waren in den 1930er Jahren bis zu 600 Bergleute in den hiesigen Gruben beschäftigt. Die Gewerkschaft Louise hat bis zur Stilllegung ihrer Betriebsabteilung in Mücke aus 25 Grubenfeldern bis 1966 insgesamt 3.760.967 Tonnen zur Verhüttung aufbereitetes Erzkonzentrat gewonnen. Die Eisenerzklumpen waren hier durchsetzt und umgeben von dichten, durch die Verwitterung des Basalts entstandenen Tonen, diese mussten in einem aufwändigen Verfahren vom Erz getrennt, das heißt ausgeschmolzen und abgewaschen werden, wodurch der Begriff Wascherz für diese Gegend typisch ist. Die meisten Erzgruben wurden im Tagebau betrieben. Seltener bestanden die Erze aus sogenanntem Stückerz, welches im Stollenbau gewonnen wurde, wie z. B. in Grebenhain. Der Erzbergbau endete in den 1960er Jahren, wie z. B. in Nieder-Ohmen im nördlichen Vogelsberg. Auf frisch gepflügten Äckern finden sich im Bereich der ehemaligen Gruben heute noch Schlacken aus dieser Zeit, die darauf hinweisen, dass hier geschürftes Erz verhüttet wurde. Bekannt sind im Vogelsberg bis zu 25 Eisenstein-Gruben.
Heute erinnert drei Wanderwegenetze Erzweg Süd, Mitte und Nord, die die verschiedenen Abbaustätten berühren, an die ehemalige Montangeschichte im Vorderen Vogelsberg.
Rote Basaltverwitterungsböden hinterließen den in einem feucht-warmen Vorzeitklima entstandenen Bauxit, der an manchen Orten, z. B. in der Grube Bauxit-Tagebau Eiserne Hose nahe Lich abgebaut wurde (und in geringem Umfang bis heute noch wird).
An verschiedenen Stellen des Vogelsberges (Altenschlirf, Beuern, Nieder-Ofleiden) wurde im 19. und 20. Jahrhundert Kieselgur im Tagebau gewonnen.
Im Vogelsberg sind bis heute mehrere Steinbrüche in Betrieb, die Basalt im Übertageabbau gewinnen. Dieser wird zu Gemischen und zu Splitten für den Tiefbau, den Straßen- und Wegebau sowie für die Herstellung von Asphalt und Beton verarbeitet. Insgesamt werden so pro Jahr in der Region deutlich über 1 Million t Basalt abgebaut und verwendet. Der Basalt-Tagebau in Nieder-Ofleiden (Stadtteil von Homberg/Ohm) gilt als der größte seiner Art in Europa. Betrieben wird er von der Mitteldeutschen Hartstein-Industrie GmbH (MHI). Alle drei Jahre findet hier die Steinexpo statt.

## Vogelsberg-Institutionen
Verschiedene Einrichtungen sind im Vogelsberg für diesen Mittelgebirgsraum tätig, darunter in erster Linie: der Naturpark Vulkanregion Vogelsberg (Naturschutz, Tourismus, naturkundliche Bildung, Regionalentwicklung), der Geopark Vulkanregion Vogelsberg (Geotopschutz, (Geo-)Tourismus, geowissenschaftliche Bildung), die Vulkanregion Vogelsberg Touristik GmbH (Fremdenverkehrsmarketing, Besucherbetreuung), die Vogelsberg Originale (regional erzeugte Produkte aus den Bereichen Handwerk, Kunstgewerbe, Textilien und Ernährung), der Vogelsberger Höhen-Club e. V. (Wanderwege, Beschilderung, geführte Wanderungen).